# Xyelacyba myersi
Xyelacyba myersi är en fiskart som beskrevs av Cohen, 1961. Xyelacyba myersi ingår i släktet Xyelacyba och familjen Ophidiidae. Inga underarter finns listade i Catalogue of Life.